# Krčedin
Krčedin (en serbe cyrillique : Крчедин) est une localité de Serbie située dans la province autonome de Voïvodine. Elle fait partie de la municipalité d'Inđija dans le district de Syrmie (Srem). Au recensement de 2011, elle comptait 2 429 habitants.
Krčedin, officiellement classé parmi les villages de Serbie, est une communauté locale, c'est-à-dire une subdivision administrative, de la municipalité d'Inđija.

## Géographie

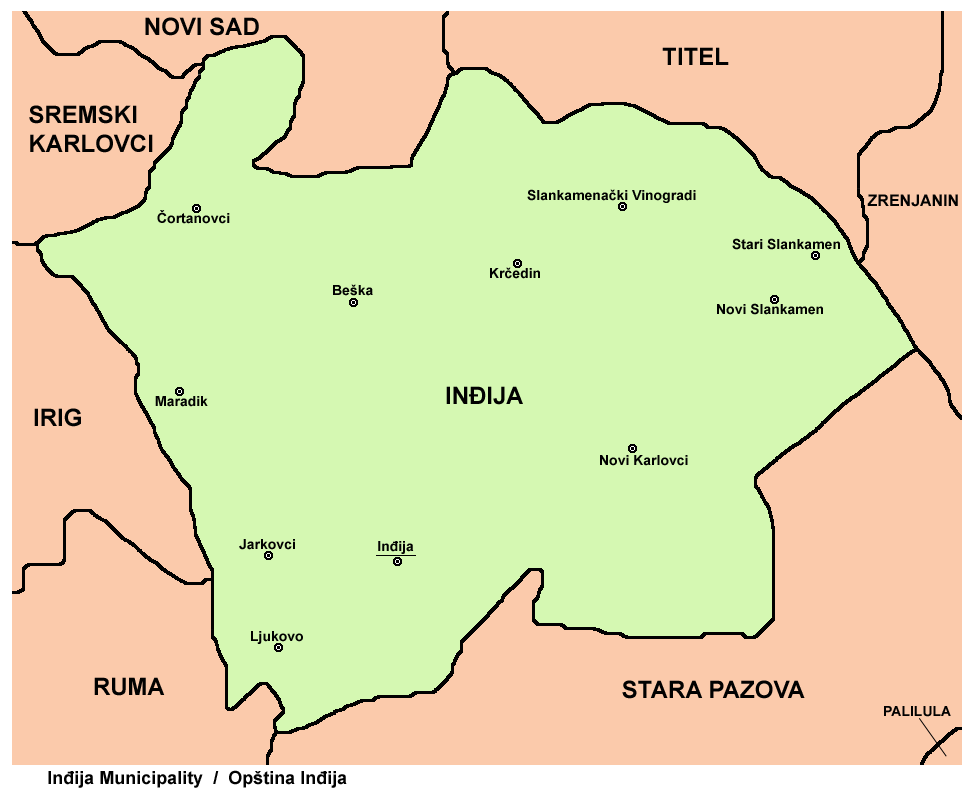
Localisation de Krčedin dans la municipalité d'Inđija

Krčedin se trouve dans la région de Syrmie, au pied du versant oriental du massif de la Fruška gora et sur un plateau de lœss dominant la rive droite du Danube.
L'île de Krčedin (en serbe : Krčedinska ada), située sur le fleuve, mesure 10 kilomètres de long et s'étend sur 9 km2 ; elle est connue pour la richesse de sa faune.

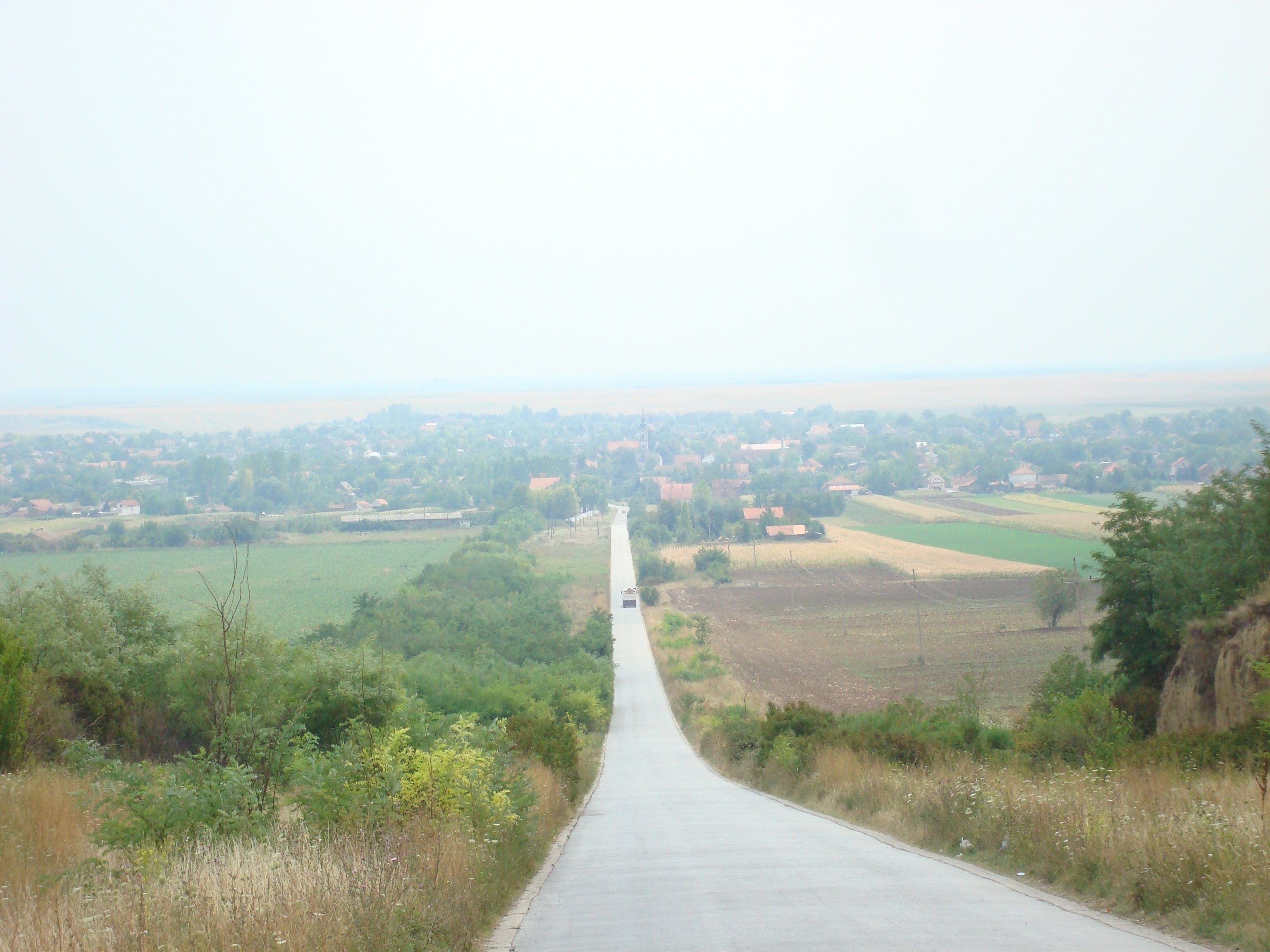
Vue générale de Krčedin

## Histoire
Le secteur de Krčedin était habité à la Préhistoire, ainsi qu'en témoigne le site de Kalakača, situé sur le territoire du village, sur une terrasse de lœss dominant le Danube ; y ont été mis au jour des vestiges remontant à la fin de l'âge du bronze et à l'âge du fer, notamment des céramiques, des huttes circulaires et des silos, le tout caractéristique de la culture de Bosut ; en raison de son importance, Kalakača est inscrit sur la liste des sites archéologiques de grande importance de la république de Serbie.
À l'époque celte, Krčedin était un village fortifié. Pendant la période ottomane, le village, situé sur la route reliant Belgrade et Budin, bénéficiait d'un statut spécial garanti par un firman[réf. nécessaire]. Du début du XVIIIe siècle jusqu'à la fin de la Première Guerre mondiale, il fit partie des possessions des Habsbourgs et fut notamment rattaché à la zone tampon de la frontière militaire, destinée à protéger l'empire d'Autriche de l'Empire ottoman ; de cette période, le village conserve un bâtiment administratif classé qui abrite aujourd'hui la bibliothèque municipale.

## Démographie

### Évolution historique de la population
| 1948  | 1953  | 1961  | 1971  | 1981  | 1991  | 2002  | 2011  |
| ----- | ----- | ----- | ----- | ----- | ----- | ----- | ----- |
| 2 810 | 2 799 | 3 167 | 3 134 | 2 877 | 2 852 | 2 878 | 2 429 |

|  |

### Données de 2002
Pyramide des âges (2002)
En 2002, l'âge moyen de la population était de 39,5 ans pour les hommes et 42,7 ans pour les femmes.
Répartition de la population par nationalités (2002)
En 2002, les Serbes représentaient 89,88 % de la population ; le village abritait notamment des minorités slovaques (2,64 %) et roms (1,73 %).

### Données de 2011
En 2011, l'âge moyen de la population était de 42,7 ans, 40,7 ans pour les hommes et 44,7 ans pour les femmes.

## Économie
Krčedin est un village rural. On y cultive du maïs, du blé, du tournesol, des betteraves sucrières et des plantes fourragères ; on y produit des légumes comme les pommes de terre, les choux, les tomates, les petits pois et les oignons, ainsi que des fruits comme les pommes, les poires, les prunes, les pêches, les abricots et les cerises. On y élève des bovins, des ovins, des chevaux et des volailles.
La viticulture est une activité importante du secteur, notamment avec le domaine Živković, créé en 2006, qui s'étend sur 41,7 ha ; on y trouve des cépages comme le cabernet sauvignon, le merlot, le syrah, le sauvignon blanc et le chardonnay.

## Tourisme
Krčedin se trouve à proximité du parc national de la Fruška gora, créé en 1960, ; en 2000, le secteur a été désigné comme une zone importante pour la conservation des oiseaux (en abrégé : ZICO). La rive droite du Danube abrite de nombreuses résidences secondaires ; les îles fluviales offrent aussi des plages qui attirent les vacanciers.
Le Zekin salaš, situé au centre du village, a ouvert ses portes en 2009 et constitue l'une des attractions du secteur ; construit dans le style typique des maisons rurales de Syrmie, ce salaš abrite un ethno-restaurant doté d'un grand jardin d'été, un bar à vins, une salle de réunion, une galerie d'art où l'on organise toutes sortes de concerts et de spectacles et un mini zoo pour les enfants,.
Krčedin abrite plusieurs monuments culturels classés : une église dédiée à Saint-Nicolas, un vieux cimetière et un bâtiment de la Frontière militaire qui date des années 1860 ; ce bâtiment est inscrit sur la liste des monuments culturels de grande importance de la république de Serbie.

## Transport
Krčedin est situé le long de la route européenne E75.

## Personnalité
Stevan Doronjski (1919-1981), qui fut président de l'Assemblée de la province autonome de Voïvodine de 1953 à 1963 et président du Conseil exécutif de la Serbie communiste en 1964, est né à Krčedin. Les footballeurs Dušan Marković (1906-1974) et Živan Ljukovčan (né en 1954) sont originaires du village.